# The Wilderness
The Wilderness es el séptimo álbum de la banda estadounidense de post-rock, Explosions in the Sky, lanzado a través de la discografía Temporary Residence Limited.

## Lista de canciones
| N.º | Título                   | Duración |  |
| 1.  | «The Wilderness»         | 4:36     |  |
| 2.  | «The Ecstatics»          | 3:12     |  |
| 3.  | «Tangle Formations»      | 5:34     |  |
| 4.  | «Logic of a Dream»       | 6:37     |  |
| 5.  | «Disintegration Anxiety» | 4:11     |  |
| 6.  | «Losing the Light»       | 6:02     |  |
| 7.  | «Infinte Orbit»          | 2:37     |  |
| 8.  | «Colors in Space»        | 7:14     |  |
| 9.  | «Landing Cliffs»         | 6:17     |  |